# Якокут
Якокут — село в Алданском районе Республики Саха (Якутии)  России. Входит в городское поселение посёлок Ленинский. Бывший административный центр упразднённого Якокутского наслега. Население 8 чел. (2021) .

## География
Расположен на юге республики, на Алданском щите, на берегу реки Якокит в 29 км к юго-востоку от города Алдан. На поверхность выходят древнейшие кристаллические образования горных пород с возрастом более 3 миллиардов лет.  В массиве Якокут найден редкий минерал иннелит, в протолочках шонкинитов ключа Щелочной.

## История
Отнесён к категории рабочих посёлков в 1962 году. В 1993 году Постановлением Президиума Верховного Совета Республики Саха (Якутия) от 13 апреля 1993 года № 1443-XII п. Якокут Алданского улуса (района) преобразован в сельский населённый пункт.
Согласно Закону Республики Саха (Якутия) от 30 ноября 2004 года N 173-З N 353-III село вошло в образованное муниципальное образование «городское поселение посёлок Ленинский».

## Население
| 1970 | 1979 | 1989 | 2002 | 2010 | 2021 |
| ---- | ---- | ---- | ---- | ---- | ---- |
| 829  | ↘499 | ↘491 | ↘150 | ↘111 | ↘8   |

## Инфраструктура
Закрыты школа, детский сад, магазины, больница, электростанция. Действует тубстационар открытого типа
.

## Транспорт
Связан автомобильной дорогой с городом Алданом. На 2019 год автобусное сообщение с райцентром — раз в неделю